# Robert Sauvenière
Robert Sauvenière es un deportista francés que compitió en judo. Ganó una medalla de plata en el Campeonato Europeo de Judo de 1955, en la categoría 4.º dan.

## Palmarés internacional
| Campeonato Europeo | Campeonato Europeo | Campeonato Europeo | Campeonato Europeo |
| Año                | Lugar              | Medalla            | Categoría          |
| ------------------ | ------------------ | ------------------ | ------------------ |
| 1955               | París (Francia)    | Medalla de plata   | 4.º dan            |